# Castelvecchio (Castel Goffredo)

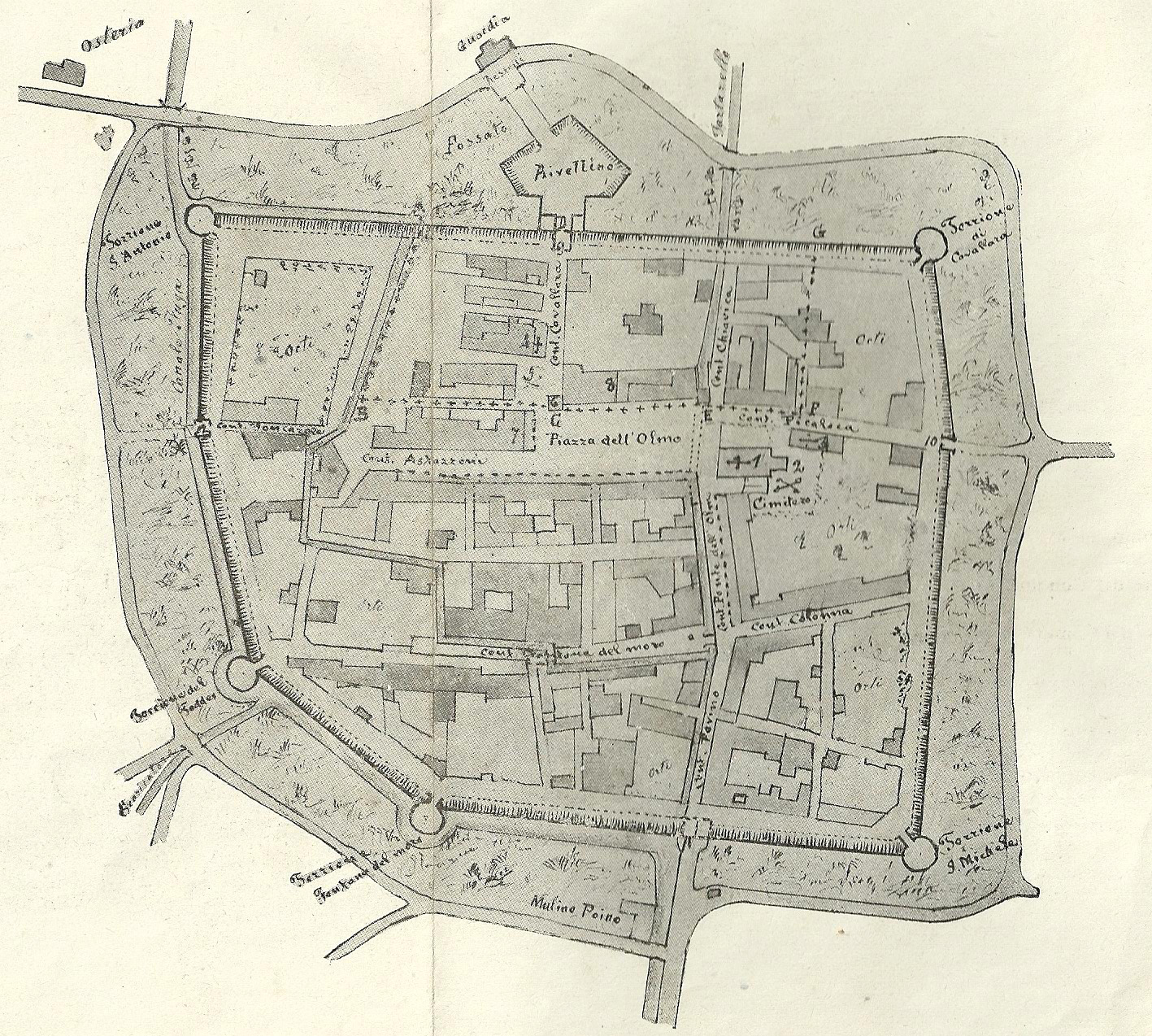
Carte de Castel Goffredo au XVIe siècle

Castelvecchio (Castellum vetus) est l'ancien village fortifié de Castel Goffredo, dans la province de Mantoue, en Lombardie, en Italie. Il est entouré de murs et d'un fossé. Les limites correspondent actuellement au jardin du Palais Gonzaga-Acerbi au nord, aux vicolo Remoto et vicolo Cannone à l'est, à la Piazza Mazzini au sud et aux piazzetta Castelvecchio et vicolo Castelvecchio à l'ouest. Le premier noyau urbain de Castel Goffredo, entouré de murailles et de douves, s'est formé dans les ruines du castrum romain et sera appelé Castellum Vetus ou "Castelvecchio".

## Histoire
Construit entre 900 et 1000, du village est mentionné dans un document daté du 12 juin 1480 dans lequel Ludovico Gonzaga, évêque de Mantoue et seigneur de Castel Goffredo, a stipulé des accords avec la municipalité sur la possession de certains terrains de l'endroit. Dans l'acte de soumission de la ville au Gonzaga de Mantoue daté de 1337 à l'acte du notaire De Gandulfis, la ville est mentionnée avec le nom de « château des terres de Castro Guyfredo  ».
Une allée de Castelvecchio a été nommée en l'honneur de Charles Quint, empereur du Saint-Empire romain, en mémoire de sa visite du marquis Louis-Alexandre de Castiglione le 28 juin 1543.
L'ancien village comprenait également:
- le château médiéval, maintenant disparu;
- l'église de Santa Maria del Consorzio, la plus ancienne de la ville, démolie en 1986, dont le clocher du XVe siècle et l'abside ornée de fresques sont encore conservés;
- la Casa Prignaca;
- la tour civique, haute de 27 mètres, qui servait de porte d'entrée (appelée porta castelli veteri) [9] et fermait l'accès à Castelvecchio;
- le Palais Gonzaga-Acerbi;
- Piazza Gonzaga
- les anciens murs.

### En italien
- Costante Berselli, Castelgoffredo nella storia, Mantoue, 1978.
- Francesco Bonfiglio, Notizie storiche di Castelgoffredo, Brescia, 1922.
- Enzo Boriani, Castelli e torri dei Gonzaga nel territorio mantovano, Brescia, 1969.
- Leandro Zoppè, Itinerari gonzagheschi, Milan, 1988

## Voir également
- Histoire de Castel Goffredo